# 1980年ポルトガル共和国大統領選挙
1980年ポルトガル共和国大統領選挙（1980ねんポルトガルきょうわこくだいとうりょうせんきょ ポルトガル語：Eleições presidenciais portuguesas de 1980）は、ポルトガル共和国の元首であるポルトガルの大統領（Presidente da República）を選出するため1980年12月7日に行われたポルトガル共和国の選挙である。

## 概要
1976年4月25日に施行された現行憲法は、社会主義体制への移行、労働者の自主管理、国営企業の民営化禁止など社会主義的色彩が強い規定となっており、自由主義的経済改革を推進してきたPSD出身のサー・カルネイロ首相にとって足かせとなっており、2ヶ月前に行われた議会選挙に引き続き憲法改正問題が最大の争点となった。憲法改正を行いたいサー・カルネイロ首相に対し、エアネス大統領は拒否権を行使してでも憲法改正に反対する意向を示したことで、両者の関係が悪化し、PSDはエアネス不支持を表明し、エアネス大統領と同じ軍人のソアレス・カルネイロ将軍を民主社会中道党（CDS）と共に支持することを明らかにした。こうして今回の選挙は、社会党（PS）と共産党（PCP）など左派の支援を受け現行憲法維持を主張する現職のエアネス大統領と、社会民主党（PSD）のサー・カルネイロ首相など保守系の支持を受け現行憲法を改正してより自由主義的体制への移行を主張するカルネイロ将軍（元アンゴラ派遣軍司令官）の事実上二人による争いとなった。

## 選挙制度
- 選出方法：選挙権を有する18歳以上の国民による直接選挙。2回投票制。 
  - 第1回投票で有効投票数の過半数を得た候補がいない場合は上位2名で決選投票が行われる。
- 任期：5年
- 再任：一回のみ再任容認
- 被選挙権：35歳以上のポルトガル国民
- 立候補に必要な推薦人数：7,500～15,000人

## 候補者
有力候補であるエアネスとカルネイロ以外にも4人が立候補し、大統領選挙立候補者は合計で6名となった。
- アントニオ・エアネス António dos Santos Ramalho Eanes、現ポルトガル大統領、前回大統領選挙（1976年）で当選。
  - 社会党（PS）とポルトガル共産党（PCP）が支援
- アントニオ・ソアレス・カルネイロ António da Silva Osório Soares Carneiro 元アンゴラ派遣軍司令官。
  - 民主同盟（社会民主党や民主社会中道党、人民君主党など中道保守・保守政党による政党連合）が支援
- オテロ・デ・カルヴァーリョ Otelo Nuno Romão Saraiva de Carvalho 国軍運動（英語版）(MFA)将校で元リスボン地区司令官
- カルロス・ガルヴァン・デ・メロ Carlos Galvão de Melo
- アントニオ・ヴェローゾ António Elisio Capelo Pires Veloso
- アントニオ・ロドリゲス António Jorge Oliveira Aires Rodrigues

## 選挙結果
| map_caption = 
| Eanes 40-50% 50-60% 60-70% 70-80% 80-90% | Soares 40-50% 50-60% 60-70% 70-80% 80-90% >90% |

*投票日：1980年12月7日
- 有権者数：6,920,869名

| 当落   | 候補者名                                                                 | 党派                                     | 得票数    | 得票率 |
| ------ | ------------------------------------------------------------------------ | ---------------------------------------- | --------- | ------ |
| 当選   | アントニオ・ラマーリョ・エアネス António dos Santos Ramalho Eanes        | - 社会党（PS） - ポルトガル共産党（PCP） | 3,262,520 | 56,44  |
|        | アントニオ・ソアレス・カルネイロ António da Silva Osório Soares Carneiro | 民主同盟（AD）                           | 2,325,481 | 40,23  |
|        | オテロ・デ・カルヴァーリョ Otelo Nuno Romão Saraiva de Carvalho          |                                          | 85,896    | 1,49   |
|        | カルロス・ガルヴァン・デ・メロ Carlos Galvão de Melo                     |                                          | 48,468    | 0,84   |
|        | アントニオ・ヴェローゾ António Elisio Capelo Pires Veloso                |                                          | 45132     | 0,78   |
|        | アントニオ・ロドリゲス António Jorge Oliveira Aires Rodrigues            |                                          | 12,745    | 0,22   |
|        |                                                                          | 白票                                     | 16,076    | 0.00   |
| 無効票 | 44,014                                                                   | 0.00                                     |           |        |
| 合計   | 5,840,332                                                                | 100.00                                   |           |        |

- 投票率：84.39％
- 出典
  - CNE Resultados Elecitorais Presidência da República 07/12/1980
  - CNE Informação Detalhada - Resultados Nacionais Presidente da República - 07/12/1980

選挙投票日3日前の12月4日、サー・カルネイロ首相が遊説のための搭乗していた飛行機がリスボン空港を離陸直後に墜落して死亡する事故が発生したが選挙は予定通り行われた。開票の結果、左派の支援を受けたエアネス大統領が知名度が低いカルネイロ将軍を大差で振り切って再選を果たした。2ヶ月前の10月に行われた議会選挙では、サー・カルネイロ首相が率いるADが大勝し、左派勢力は後退する結果となっていただけに、大統領選挙での勝利で後退に一定の歯止めをかけることが出来た。